# Edgar Terán Iriarte
Edgar Víctor Terán Iriarte (Lima, 25 de octubre de 1942) es un administrador de negocios, empresario y político peruano. Fue diputado por Lima Metropolitana durante el disuelto periodo 1990-1992.

## Biografía
Nació en la ciudad de Lima, el 25 de octubre de 1942.
Cuenta con estudios de administración de negocios realizados entre 1962 y 1966. Laboró como asesor comercial de diversas empresas, así como gerente comercial y supervisor de ventas. Fue también asesor de la Municipalidad del Callao durante la gestión de Álex Kouri (2000-2006) y fundador del Instituto de Labor Social desde 2002 hasta el 2005.

## Carrera política
Se inició en la política postulando sin éxito a la Cámara de Diputados del Congreso de la República por Convergencia Democrática (coalición entre el Partido Popular Cristiano y el Movimiento de Bases Hayistas).

### Diputado por Lima
En el año 1990, Edgar Terán se afilió al Frente Independiente Moralizador de Fernando Olivera y postuló nuevamente como diputado en las elecciones parlamentarias de ese mismo año. Logró ser elegido como diputado por Lima Metropolitana, obteniendo 3,885 votos, para el periodo parlamentario 1990-1995. Sin embargo, su cargo fue disuelto el 5 de abril de 1992 tras el autogolpe de estado decretado por el presidente Alberto Fujimori.
Terán luego se afilió al partido Coordinadora Democrática y postuló al Congreso Constituyente Democrático sin tener éxito. De igual manera en sus candidaturas en las elecciones del año 1995 por CODE-País Posible y luego en las elecciones del año 2006 como miembro del Partido Aprista Peruano.